# 1932年の航空
< 1932年
1931年の航空 - 1932年の航空 - 1933年の航空

## 航空に関する出来事
- 1932年 - カナダのアクロバットチーム、シスキンス（Siskins）が廃止された。
- 1月 - 日本海軍の航空母艦、鳳翔と加賀が中国の海域に入り、第一次上海事変が始まる。
- 1月20日 - インペリアル・エアウェイズの航空郵便サービスが、南アフリカのケープタウンまで拡大された。
- 2月14日 - ルス・ニコルスが、ロッキード ヴェガを改造したディーゼル・エンジン機で6,047 mの高度記録を樹立した。
- 3月 - 19年間、製造されたアブロ 504の最後の機体の生産が終了した。
- 3月20日 - グラーフ・ツェッペリン号による、ベルリン - ブラジル間の定期運行が始められた。
- 3月24日〜28日 - ジム・モリソンが、イギリスから南アフリカのケープタウンまでをデ・ハビランド プス・モスで4日と17時間で飛行した。
- 3月25日 - ソビエトのDobrolyotが、運行地域を拡大し、エアロフロートと改名された。
- 4月- フランスの女性パイロットマリー・イルズが、パリと東京の間の往復飛行を行った。
- 4月1日 - 日本で海軍航空廠令（勅令第28号）が発布され、海軍航空廠が設置された。
- 4月19日〜28日 - チャールズ・スコットがデ・ハビランド ジプシーモスで、イギリスからダーウィンまでを8日と20時間で飛行した。
- 4月27日 - インペリアル・エアウェイズが、ケープ・タウンまでの定期旅客運行を始める。
- 5月 - カイロを本拠地とする「ミスル・エアワーク」（Misr Airwork）が設立された。（1971年にエジプト航空に改名された。）
- 5月9日 - アメリカ陸軍のアルバート・ヘーゲンバーガーが、コンソリデーテッド NY-2で計器飛行による盲目飛行を行う。

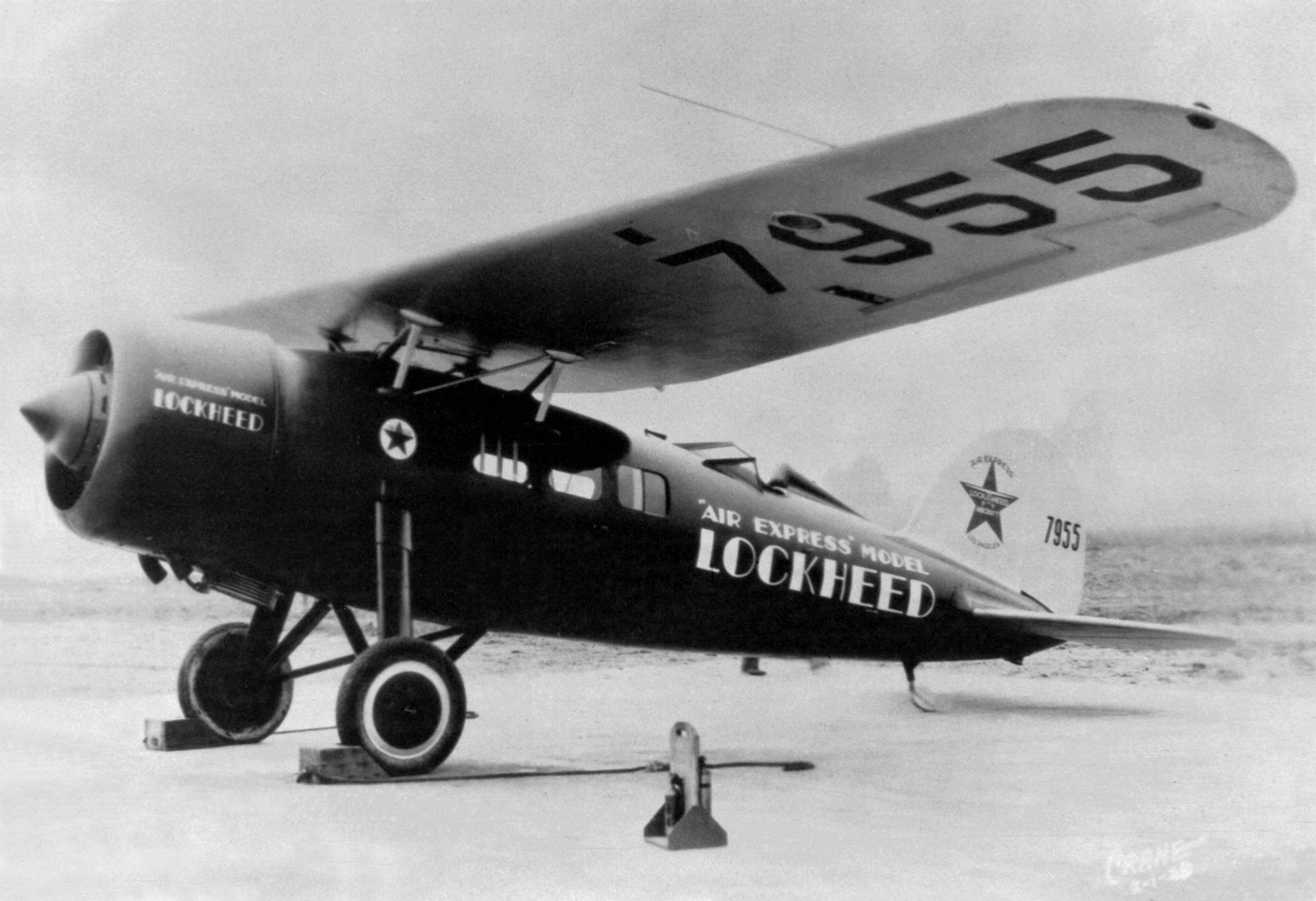
ロッキード ヴェガ

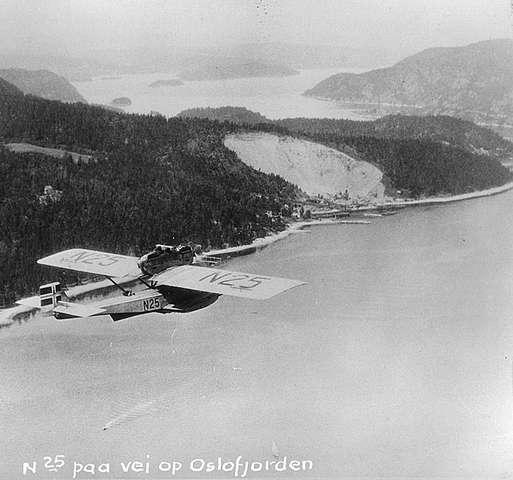
ドルニエ ワール

- 5月20日〜28日 - アメリカの女性パイロット、アメリア・イアハートが、ロッキード ヴェガでニューファンドランドからアイルランドのダブリンまで、北大西洋の単独無着陸横断飛行に成功する。
- 6月29日 - アメリカ海軍のF9C スパローホークを、飛行船アクロン(ZRS-4)に係留して飛行する試験が行われた。
- 7月5日 - アメリカ合衆国のジミー・マッターンとグリフィン・ベネットが世界一周早回り飛行の記録を目指して、ニューヨークを出発した。大西洋を10時間50分で横断する記録をたてたが7月7日にベラルーシの Borisovに不時着して世界一周は成功しなかった。
- 7月21日〜11月10日 - ドイツのヴォルフガング・フォン・グロナウが、飛行艇ドルニエ ワールによって111日かけて世界一周飛行を行う。
- 7月23日 - 航空のパイオニア、アルベルト・サントス・デュモンが自殺した。
- 8月14日〜28日 - ベルリンで航空機の競技会、チャレンジ 1932が開催され、ポーランドの Franciszek Zwirkoと Stanislaw Wiguraが RWD-6で優勝する。8月21日からヨーロッパの18都市を巡回する、7363 kmの競技が行われた。
- 8月14日〜23日 - Frances MersalisとLouise Thadenが、女性パイロット長時間飛行記録8日と4時間を樹立した。
- 8月18日 - スイスのオーギュスト・ピカールとMax Cosynsが、気球の最高高度記録16,201 m を樹立した。
- 8月18日〜19日 - イギリス、ジム・モリソンが、ダブリンからニューブルンズウィックまでの単独大西洋逆横断飛行をおこなった。
- 8月25日 - アメリア・イアハートが、女性の初の単独アメリカ大陸横断飛行に成功する。
- 9月3日 - ジミー・ドーリットルが、ジービー R1で陸上機の速度記録 476 km/hを樹立する。
- 9月7日 - トーマス・G・W・セトルとウィンフィールド・ブシュネルが、気球による長距離飛行記録 1,550 kmを樹立する。
- 9月15日 - 満州国承認の調印式の写真と記事を運ぶための、毎日新聞と朝日新聞の操稿競争が行われ、毎日新聞ロッキード アルティアの高速性能に対抗するために、朝日新聞のデ・ハビランド プス・モス機は、中国の新京から大阪までの日本海洋上航路を選び、行方不明となった[1]。
- 9月16日 - イギリスのシリル・アンウインス（Cyril Unwins）が、ビッカース ヴェスパで飛行機の高度記録13,404 mを樹立する。
- 9月25日 - Lewis Yancey が、オートジャイロの高度記録 6,553 mをPitcairn PCA-2で樹立する。
- 10月 - 高高度飛行の実験のために与圧室を装備した実験機、ユンカース Ju 49が初飛行した。
- 10月15日 - ジャハンギール・ラタンジ・ダーダーバーイ・タタらによってインド初の航空会社、タタ航空（後のエア・インディア）が設立された。
- 11月14日〜18日 - エミー・ジョンソンが、デ・ハビランド プス・モスでイギリスからケープタウンまでを4日と6時間で飛行し、夫のジム・モリソンの飛行時間を11時間、短縮した。

## 1932年に初飛行した機体の画像

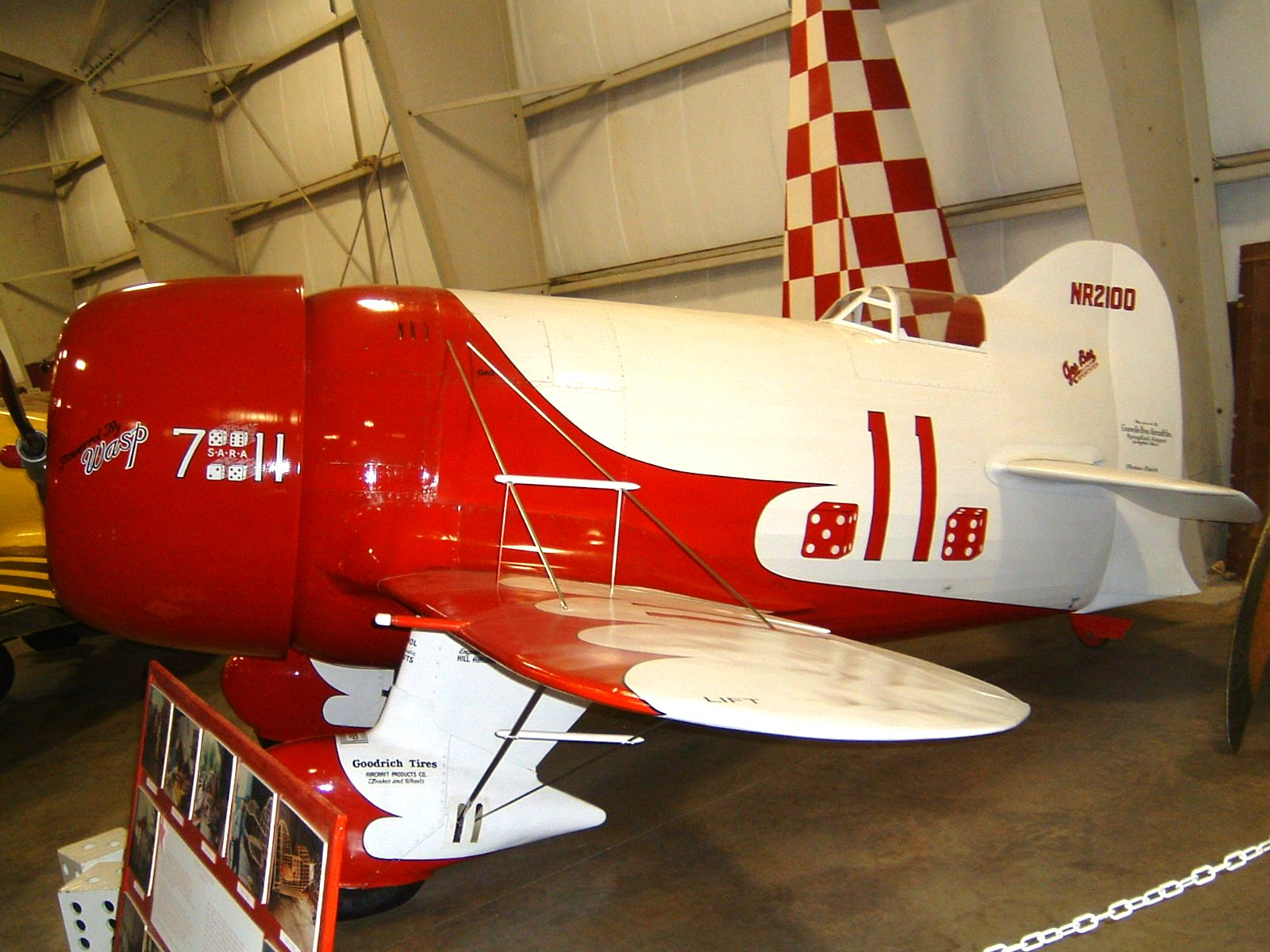
ジービー R-1 （8月13日）
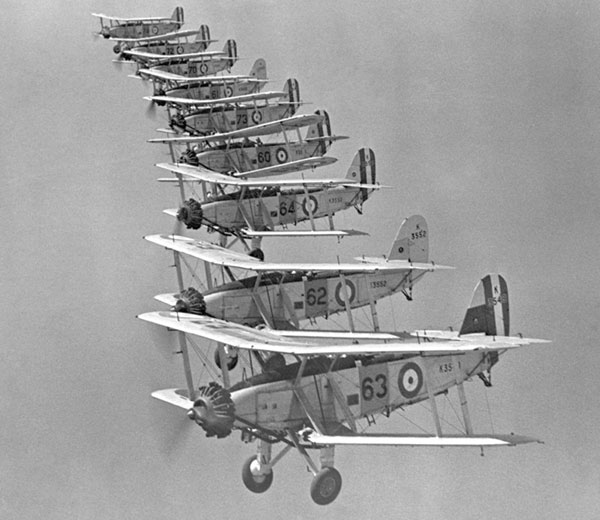
ブラックバーン バフィン （9月30日）

## 航空に関する賞の受賞者
- ハーモン・トロフィー：ヴォルフガング・フォン・グロナウ、アメリア・イアハート、オーギュスト・ピカール、エルンスト・レーマン
  - ナショナル・トロフィー：ロスコー・ターナー、チャールズ・エメリー・ローゼンダール、トーマス・G・W・セトル、カルロス・デ・ハヤ・ゴンザレス、他
- シーグレーブ・トロフィー：エミー・ジョンソン